# Takashi Fukunishi
Takashi Fukunishi, född 1 september 1976 i Ehime prefektur, Japan, är en japansk tidigare fotbollsspelare.